# Temple de Pustakasala
Le temple de Pustakasala, également appelé temple de Kimpulan, est une construction datant du IXe ou Xe siècle de notre ère et située sur le site de l'université islamique d'Indonésie (UII) de Yogyakarta en Indonésie. Le temple était enfoui à 5 mètres sous la surface du sol. Des parties en ont été dégagées, révélant des murs en pierres d'andésite taillées, des statues de Ganesha et Nandi, et des lingam et yoni. 
Lors de sa découverte, le temple a été connu du public sous le nom de Candi UII ("temple de l'UII"), d'après le lieu de sa découverte. Le bureau archéologique l'a ensuite nommé Candi Kimpulan ("temple de Kimpulan"), d'après le nom du village où se trouve le site. Finalement, la fondation du waqf de l'UII a proposé le nom de Pustakasala, qui signifie "bibliothèque" en sanskrit, pour rappeler le fait que le site du temple était à l'origine destiné à la construction de la nouvelle bibliothèque de l'université. Ce nom rappelle également que le temple se trouve dans l'enceinte d'une université. Une autre raison est la statue de Ganesha, dieu de la connaissance, découverte sur le site.
Le bureau archéologique de Yogyakarta poursuit actuellement les fouilles tout en menant des études sur le site.

## Découverte
Le temple a été découvert par hasard le 11 décembre 2009 lors de travaux d'excavation pour la pose des fondations d'une nouvelle bibliothèque pour l'université. Le bureau archéologique de Yogyakarta craignant que l'arrivée massive de visiteurs n'endommage le site et n'amène à des pillages, a fait dresser une barrière pour en interdire l'accès au public. 
Tout comme les temples de Sambisari, Morangan et Kedulan, on pense que Pustakasala a été enseveli par une éruption du Merapi voisin aux alentours de l'an 1000 de notre ère. Ce temple est la plus intéressante découverte archéologique faite ces dernières années à Yogyakarta. Elle a amené à spéculer sur la possibilité que d'autres temples anciens se trouvent dans le voisinage, enfouis sous les cendres volcaniques du Merapi.

## Architecture
Le temple est clairement de rite shivaite. Le style de ses sculptures et statues suggère fortement une construction des alentours des IXe ou Xe siècle, la période du royaume de Mataram. Toutefois, l'architecture en est inhabituelle pour une construction de cette période. Contrairement aux temples hindouistes de Java central, la structure structure principale et le toit sont absents. Le temple est de taille modeste et ses décorations sont simples. Il est simplement constitué de plusieurs bases carrées en pierre et d'escaliers ornés de sculptures de Kala. Les chambres contiennent des statues de Ganesha, Nandi et des lingam et yoni.
Les experts pensent pour l'instant que le temple a une histoire et une architecture modeste. Le corps, les colonnes et le toit en étaient probablement en bois ou en matière organique, se dégradant avec le temps. Le temple était sans doute similaire aux temples balinais actuels, avec des toits en forme de meru. Contrairement au magnifique et richement décoré temple de Prambanan, qui servait de temple royal et d'Etat à Mataram, Pustakasala devait être un modeste temple de village construit par le petit peuple d'un village des environs de la capitale.